# Léon Londot
Léon Londot, né à Mons le 22 février 1876 et mort à Uccle (Bruxelles) le 16 juin 1953, est un artiste peintre belge de marines, de natures mortes et paysagiste.

## Biographie
Léon Victor Londot, né à Mons le 22 février 1876, est le fils d'Émile Londot, peintre, et d'Adolphine Auquier. Il est l'époux de Pauline Pourvoyeur. Il est le frère de Charles Londot, également artiste-peintre.
De 1890 à 1895, il étudie à l'Académie royale des Beaux-Arts de Mons où il est l'élève d’Antoine Bourlard. À partir de 1896, il étudie ensuite à l’Académie royale des Beaux-Arts de Bruxellesoù il est un élève indiscipliné s'insurgeant contre l'académisme ambiant.
Il voyage ensuite en France, Italie, Espagne et en Amérique du Sud emmagasinant les expériences artistiques. Il est particulièrement frappé par le spectacle de la mer qu'il peindra à de nombreuses reprises.
À partir de 1914, il habite à Uccle. Il séjourne toutefois régulièrement à la côte belge (Ostende, Nieuport et Zeebruges) en hiver, croquant les barques, chalands et vaisseaux aux prises avec les éléments.
Il alterne les paysages côtiers avec les natures mortes de fleurs ou les créatures marines : zinnias, immortelles, anémones, fruits de mer, etc. Étant en communion avec la nature, il peint également les bois, la chasse et le gibier.
Remarqué par la famille royale de Belgique, il est chargé par le roi Léopold III de représenter le rocher de Marche-les-Dames fatal au roi Albert Ier. En 1931, il devient le professeur de peinture de la Reine Élisabeth qui lui achète en 1936 la toile Chenal à Nieuport.
Léon Londot est un des cofondateurs du cercle artistique « Uccle Centre d’Art » et était aussi membre du cercle « Le Bon Vouloir » à Mons.
Ses œuvres sont présentes dans les musées d'Arlon, musée Gaspar-Collection de l'Institut Archéologique du Luxembourg, musée de Mons, musée d'Ixelles, musée d'Ostende, à la commune d'Ixelles et dans les collections royales et de l'État belge.

## Style artistique
Léon Londot a adopté un style postimpressioniste, recherchant les effets de lumière et les contrastes de couleur.

## Sélection d'œuvres
- Cargo en mer, Normandie, huile sur toile.
- Paysage de Carnières, huile sur toile, 1922.
- À l'Escaut, tempera, 1932.
- Moules et crabes, huile sur toile, 1933.
- Le Rocher de Marche-les-Dames, huile sur toile, Palais royal de Bruxelles, 1934.
- Chenal à Nieuport, huile sur toile, collection de la famille royale de Belgique, 1936.
- Marée haute, huile sur toile, 1937.
- L'Hiver à Anderlecht, huile sur toile, 1937.

## Hommages et distinctions
En 1964, le Cercle culturel d'Uccle organise une exposition rétrospective de ses œuvres.
L'« Allée Léon Londot » à Uccle perpétue sa mémoire.
Les distinctions belges suivantes lui ont été attribuées :
- Officier de l'ordre de la Couronne en 1932 ;
- Chevalier de l'ordre de Léopold.